# Jack Peñate
Jack Fabian Peñate (Blackheath, 2 settembre 1984) è un musicista e cantautore inglese.

## Inizi
Jack Peñate nasce a Londra, dove frequenta la Alleyn's School fino a 18 anni. Suo nonno era lo scrittore Mervyn Peake.
Peñate inizia a farsi conoscere nella scena dei club londinesi, prima di firmare un contratto con l'etichetta musicale indipendente XL Recordings. Pubblica il suo primo singolo promozionale nell'Ottobre 2006, "Second Minute or Hour", insieme al B-side "Got My Favourite". Il singolo fu pubblicato in un'edizione limitata di 1000 copie, ognuna contenente una diversa Polaroid scattata da Peñate.
Il 10 agosto 2007 ha annunciato che il suo album sarebbe uscito il 1º ottobre e che il titolo sarebbe stato Matinée. Però il 7 settembre la data è stata posticipata all'8 ottobre perché era necessario più tempo per finire la copertina.
Nonostante molta pubblicità prima della sua uscita, l'album è stato oggetto di recensioni contrastanti, anche se alla sua uscita era settimo nelle classifiche di vendita inglesi.
Il 3 gennaio 2009, la stazione radio inglese XFM ha trasmesso una nuova canzone di Peñate, "Tonight's Today", che ha finito per essere il primo singolo tratto dal suo secondo album, "Everything Is New", uscito il 22 giugno 2009. Questo secondo album ha ricevuto molte più critiche positive rispetto al precedente.

## Curiosità
Ai concerti di Peñate di solito il pubblico sale sul palco mentre il cantante sta suonando la canzone "Torn On The Platform".

## Discografia

### Album ufficiali
- 2007 - Matinée
- 2009 - Everything Is New
- 2019 - After You
- 2024 - Wondrous Strange

### Singoli
- Second, Minute or Hour, 2006
- Spit At Stars, 2007
- Torn On The Platform, 2007
- Have I Been A Fool, 2007
- Tonight's Today, 2009,
- Be The One, 2009